# The Scarlet Letter (1995)
The Scarlet Letter (bra: A Letra Escarlate; prt: Adultério) é um filme de drama romântico norte-americano, adaptação livre cinematográfica do livro homónimo de Nathaniel Hawthorne, filmada em 1995, com Demi Moore, Gary Oldman e Robert Duvall nos papéis principais. O filme foi realizado por Roland Joffé. 
O filme recebeu críticas esmagadoramente negativas e fracassou nas bilheterias. Foi indicado para sete Prêmios Framboesa de Ouro, ganhando "Pior Remake ou Sequência", e ganhou um legado como um dos piores filmes já feitos.

## Sinopse
Na Colônia da Baía de Massachusetts, na Nova Inglaterra do século XVII, época da colonização dos Estados Unidos, puritanos e índios algonquinos chegam a uma trégua em seus sangrentos conflitos. Diante desse pano de fundo, a jovem Hester chega da Inglaterra, engravida e se recusa veementemente a dizer o nome do pai da criança. A comunidade puritana na qual Hester vive não aceita essa escolha e a obriga a usar a letra A, de "adúltera", sempre visível sobre suas roupas.

## Elenco
- Demi Moore - Hester Prynne
- Gary Oldman - Rev. Arthur Dimmesdale
- Robert Duvall - Roger Prynne/Roger Chillingworth
- Edward Hardwicke - John Bellingham
- Lisa Joliffe-Andoh - Mituba
- Robert Prosky - Horace Stonehall
- Roy Dotrice - Rev. Thomas Cheever
- Joan Plowright - Harriet Hibbons
- Larissa Laskin - Goody Mortimer
- Amy Wright - Goody Gotwick
- George Aguilar - Johnny Sassamon
- Tim Woodward - Brewster Stonehall
- Dana Ivey - Meredith Stonehall
- Sheldon Peters Wolfchild - Moskeegee
- Eric Schweig - Metacomet
- Kristin Fairlie - Faith Stonehall
- Sarah Campbell - Prudence Stonehall
- Kennetch Charlette - Tarratine Chief
- Jodhi May - voz de Pearl
  - Tallulah Belle Willis - Pearl (bebê)
  - Scout Willis - Toddler Pearl

## Produção

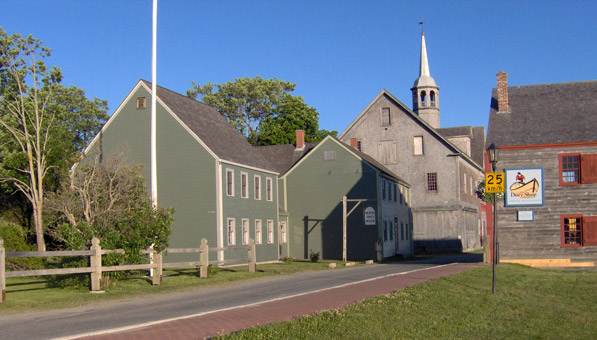
Shelburne, Nova Escócia, mostrando acabamentos de tinta cinza aplicados para o filme de 1995.

O filme foi filmado na Colúmbia Britânica na Ilha Vancouver, dentro e no entorno do Campbell River (Beaverlodge Lands — agora Rockland Road e North Island College/Timberline Secondary, Lupin Falls e Myra Falls no Strathcona Provincial Park, Little Oyster River, e White River), e nas cidades da Nova Escócia de Yarmouth, Shelburne, e na pequena vila de Saint Alphonse em Clare em 1994. Em Shelburne, a área da orla foi substancialmente alterada para se assemelhar a uma cidade puritana da Nova Inglaterra em meados do século XVII. Alguns dos edifícios da Dock Street mantêm os acabamentos de pintura em tons cinzentos usados para o filme.

## Trilha sonora
Três trilhas sonoras originais foram escritas para este filme. A primeira trilha foi composta por Ennio Morricone e foi rapidamente rejeitada. Uma segunda trilha foi composta por Elmer Bernstein, mas sua música foi deixada de lado no lugar da trilha final, composta por John Barry. Segundo informações, a estrela Demi Moore queria uma trilha de Barry desde o início, então a música de Morricone e Bernstein não seria aceita, independentemente da qualidade.
A trilha sonora de Barry foi lançada em CD pela Sony Records após o lançamento do filme em 1995. Um CD da trilha sonora rejeitada de Bernstein foi lançado por Varèse Sarabande em 2008. Nenhuma gravação da trilha de Morricone foi lançada ao público.

## Recepção
The Scarlet Letter recebeu críticas esmagadoramente negativas. Vários críticos nomearam o filme como o pior de 1995; O escritor da Deseret News Chris Hicks argumentou que seu desvio do material de origem representa "a arrogância de Hollywood em sua forma mais pura". Ganhou o prêmio Framboesa de Ouro de Pior Remake ou Sequência, recebendo mais indicações para Pior Atriz (Moore), Pior Ator Coadjuvante (Duvall), Pior Casal de Tela (Moore e Duvall ou Oldman), Pior Diretor, Pior Filme e Pior Roteiro. O público pesquisado pelo CinemaScore deu a The Scarlet Letter uma nota de "B" em uma escala de A+ para F, mas o filme, no entanto, fracassou nas bilheterias, arrecadando US$ 10.4 milhões contra um orçamento de produção de US$ 46 milhões.
Em um artigo retrospectivo, Kevin Williamson, da National Review, observou uma "combinação de horror e inexplicabilidade", e afirmou que "qualquer análise objetiva e autoritária revelará que o pior filme já feito é a versão de Demi Moore de The Scarlet Letter". Sadie Trombetta, de Bustle, escreveu que o filme "ganhou um lugar quase permanente em todas as listas de 'Pior Filme de Todos os Tempos'", enquanto a autora Libby Fischer Hellmann observou que ele é "amplamente citado como a pior adaptação cinematográfica já feita". Film4 ofereceu poucos elogios, chamando-o de "desonesto, mas estranhamente divertido". Com base em 38 críticas coletadas pelo  Rotten Tomatoes, o filme tem uma taxa de aprovação de 13%, com uma pontuação média de 2,97/10. O consenso crítico do site diz: "The Scarlet Letter se afasta de seu material de origem clássica para contar uma história que se esforça para a sensualidade fumegante e deixa o público vermelho com risos não intencionais."
Em resposta à crítica e à narrativa modificada, Moore disse que a história que os cineastas estavam tentando contar diferia por necessidade, já que o livro "é muito denso e não cinematográfico". Ela observou que a história original poderia ser mais adequada para uma minissérie na televisão, e que a história apresentada neste filme precisava de um final diferente, que não perdesse "a mensagem final de Hester Prynne" que seus criadores estavam tentando transmitir. Perguntado pelo crítico Peter Travers em 2011 para nomear os poucos filmes em seu catálogo que ele levaria para uma ilha deserta, Oldman nomeou The Scarlet Letter entre suas quatro escolhas. Ele admitiu a afirmação de Travers de que o filme foi atacado pelos críticos, mas argumentou: "Há um bom trabalho lá dentro."